# Marcilly-en-Villette
Marcilly-en-Villette è un comune francese di 2 038 abitanti situato nel dipartimento del Loiret nella regione del Centro-Valle della Loira.

## Società

### Evoluzione demografica
Abitanti censiti